# 鷚叢跑雀
，是雀形目灶鸟科的一种鸟类，属于单型的拟鹨灌丛雀属（学名：Coryphistera）。
拟鹨灌丛雀体重约30克，翼长约72.8毫米，喙宽度约3.7毫米，喙厚度约4.6毫米，嘴峰长约15.9毫米，跗蹠长约25毫米，尾长约67.2毫米。
拟鹨灌丛雀是留鸟，栖息在灌木林，它们是食肉动物，主要以昆虫、蜘蛛等陆生无脊椎动物为食。

## 亚种
- C. a. campicola，分布在玻利维亚东南部和巴拉圭。
- C. a. alaudina，分布在玻利维亚南部至阿根廷北部和巴西南部。[4]